# 梯摩恰里斯陨石坑

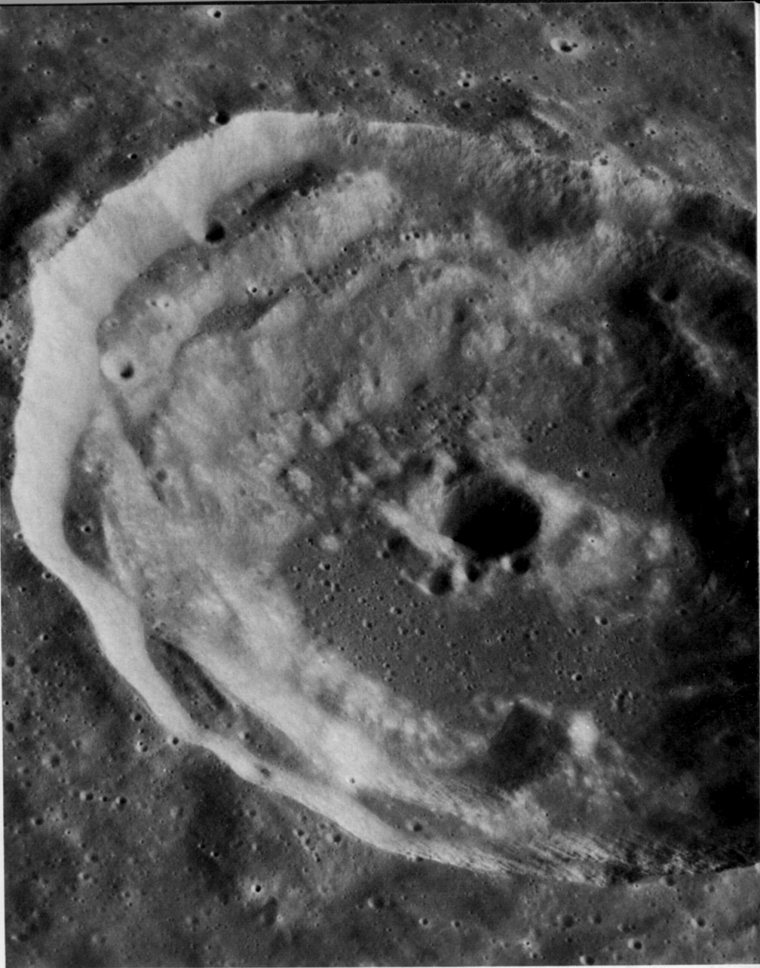
阿波罗17号全景相机拍摄的斜视图，注意中央峰已被叠加其上的撞击坑改变。

梯摩恰里斯陨石坑(Timocharis)是月球正面位于雨海东南部一座较大的年轻撞击坑，约形成于爱拉托逊纪，其名称取自古希腊天文学家及哲学家梯摩恰里斯(大约生活在公元前280年)，1935年被国际天文联合会正式接受。

## 描述
该月坑西北毗邻桑普森陨石坑、西北偏北则为兰德施泰纳陨石坑、东面坐落了孪生的弗伊莱埃陨石坑和比尔陨石坑，而普平陨石坑和海因里希陨石坑则位于它的东南和西南侧。梯摩恰里斯陨石坑西北偏西绵延着赫加齐山脊、往北分布着一串链坑-"梯摩恰里斯链坑"(Catena Timocharis)以及更远处的葛利普山脊；东面横亘着阿基米德山脉、而巍峨的亚平宁山脉 则坐落在它的东南。该陨坑的中心月面坐标为26°43′N 13°06′E / 26.72°N 13.1°E，
直径34.1公里，深度3000米。
该陨坑的边缘轮廓略呈多边形状，坑沿边缘清晰尖峭，外侧壁向各方向延伸范围均超过20公里。陨坑内侧坡壁宽窄不匀，西侧平缓而东侧陡峭，并带有明显的阶地状结构。西北内壁上重叠着一座杯形的卫星坑-"梯摩恰里斯 B"。梯摩恰里斯坑侧壁平均高出周边地形1540米，内部容积约12400公里³。坑底地表较为平坦，中央峰上坐落着一座小撞击坑，该撞击坑几乎彻底摧毁了该座山丘。
该陨坑可能拥有一个延伸距离超出130公里的微弱射纹系统，暗弱的射纹线反映该陨坑的年龄可能已超过10亿年。
梯摩恰里斯陨石坑已被月球和行星观测协会(ALPO)列入《带有明亮射纹系统的撞击坑列表》及《内侧壁坡带有暗黑辐射纹的撞击坑列表》。

## 月球瞬变现象
1954年曾报告在梯摩恰里斯陨石坑观察到闪发红光的月球瞬变现象。

## 卫星陨石坑

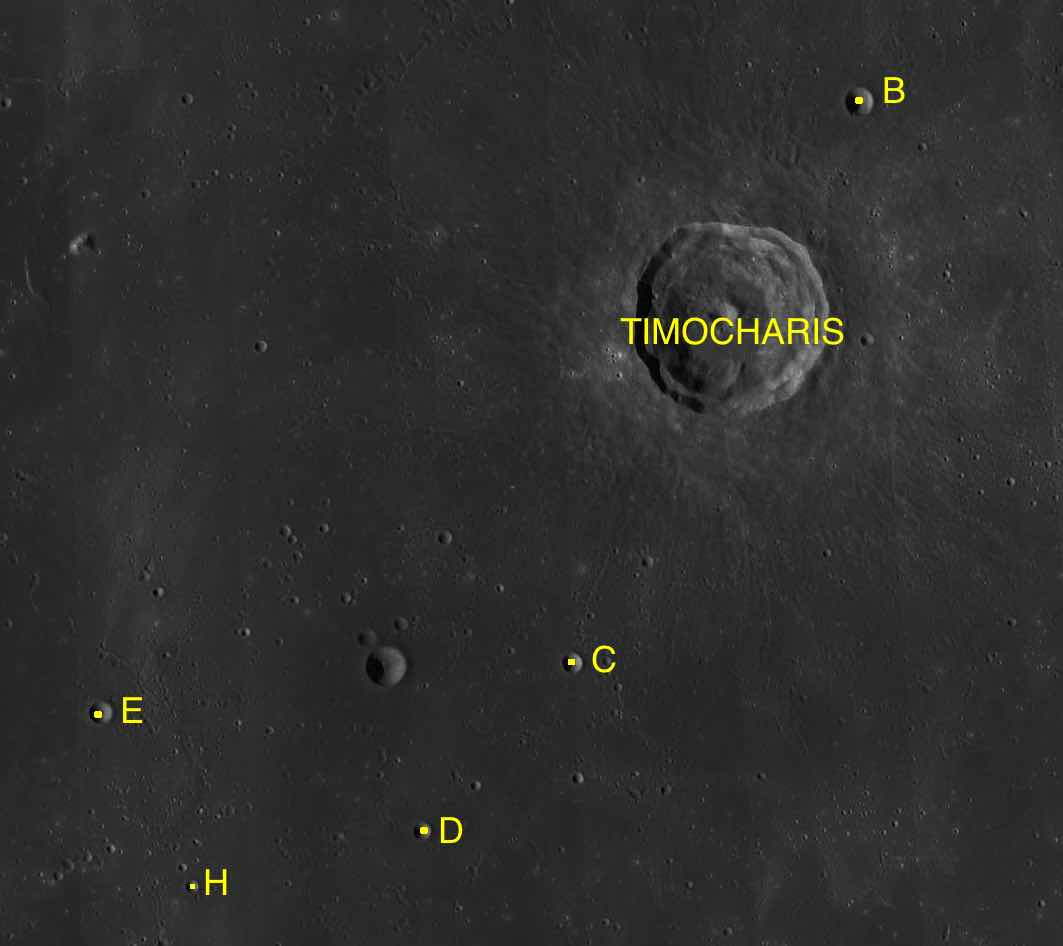
LAC-40 月图.

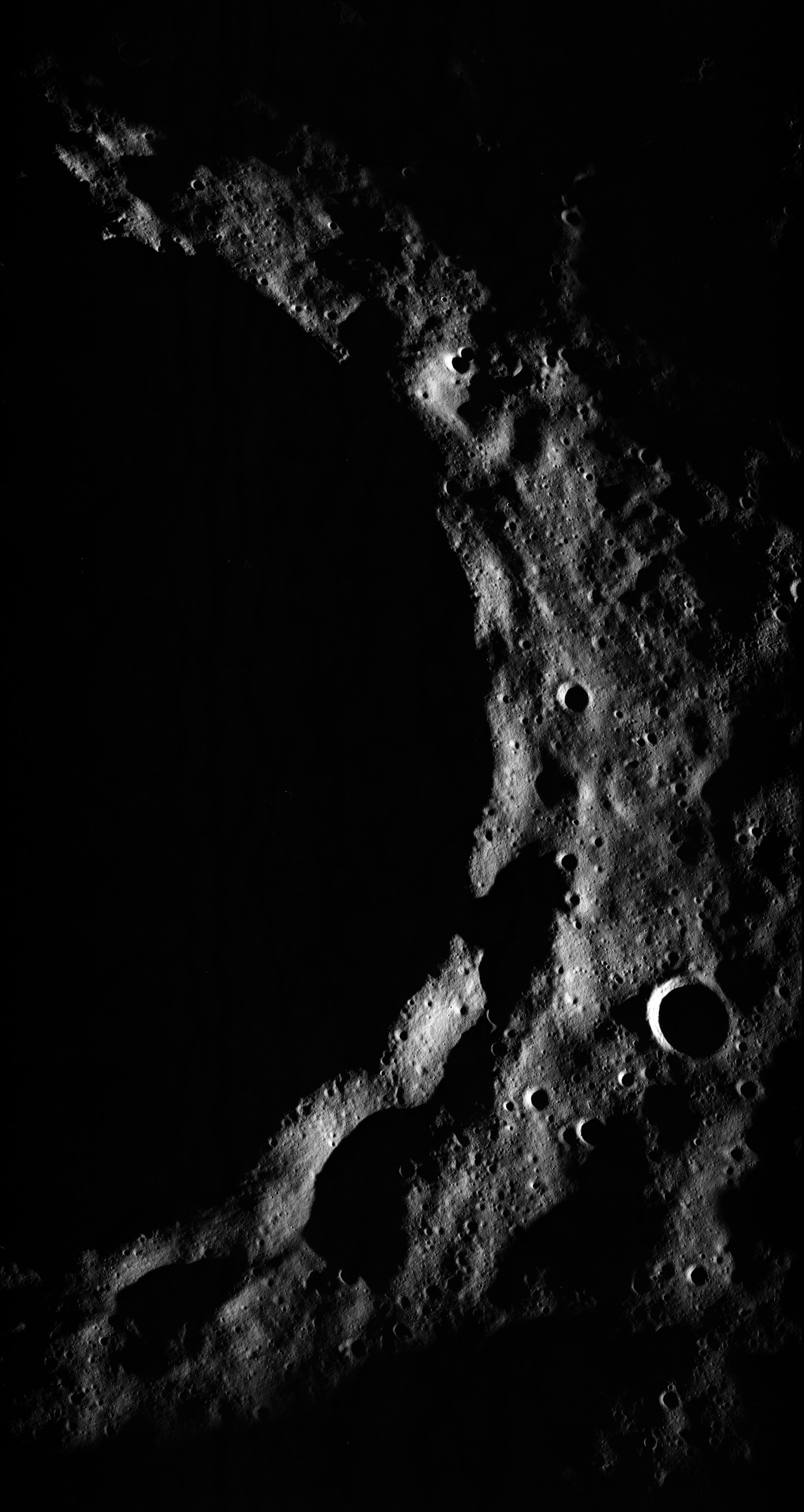
接近月球昼夜线时的梯摩恰里斯陨石坑东侧。

按照惯例，最靠近梯摩恰里斯陨石坑的卫星坑在月图上以字母标注在该坑中心点的旁边。
| 梯摩恰里斯 | 纬度    | 经度    | 直径   |
| ---------- | ------- | ------- | ------ |
| B          | 27.9° N | 12.1° W | 5 公里 |
| C          | 24.8° N | 14.2° W | 4 公里 |
| D          | 23.8° N | 15.1° W | 3 公里 |
| E          | 24.6° N | 17.1° W | 4 公里 |
| H          | 23.6° N | 16.6° W | 2 公里 |

卫星坑"梯摩恰里斯 C"、"梯摩恰里斯 D"和"梯摩恰里斯 H"曾被记录到在月食期间出现热异常，其原因主要为陨石坑地质龄较短，没有形成提供隔热作用的表岩屑所致；
下列卫星坑已被国际天文联合会重新更名.
- "梯摩恰里斯 A"—查看海因里希陨石坑；
- "梯摩恰里斯 F"—查看兰德施泰纳陨石坑；
- "梯摩恰里斯 K"—查看普平陨石坑。